# Meryta mauluulu
Meryta mauluulu är en araliaväxtart som beskrevs av P.A.Cox. Meryta mauluulu ingår i släktet Meryta och familjen Araliaceae. Inga underarter finns listade.